# Света Богородица (Чипровци)
„Света Богородица“ (на латински: Sancta Maria) e българска средновековна католическа църква в развалини в град Чипровци, България. Храмът е бил седалище на сардикийския епископ. От изграждането му през 1371 година до Чипровското въстание от 1688 година в него се съхранява чудотворна икона на Богородица, пренесена от босненския рударски град Олово. След Чипровското въстание тя е занесена от бежанците българи в Сибиу, Трансилвания.

## История
Група саксонски рудни миньори (наречини саси  в България), се заселват в богатите на руда региони в Югоизточна Европа. През XIII-XIV в. немци се установява в и около Чипровци в Северозападна България, тогава в състава на второто българско царство и започват да извличат руда в западната част на Стара планина. Те получават специални привилегии от българския цар Иван Шишман. С тях се установява и католицизъм в тази част на Балканите. През 1371 г. e пренесена от босненския рударски град Олово икона на Богородица, смятана за чудотворна и в нейна чест е построен католическият храм „Санкта Мария“. След включване на района в пределите на Османската империя, много от рударите се изселват обратно, а останалите са българизирани със създаване на смесени семейства и се асимилират от местното население към средата на XV в.
През 1601 г. пребиваващият от преди като францискански мисионер, а после и като апостолически визитатор Петър Солинат по искане на католиците от Чипровци е ръкоположен за софийски (сардикийски) епископ. С този акт, храмът е станал катедрала - седалище на епископ. През 1624 г. при втория софийски епископ Илия Маринов, мисията на францисканците по българските земи е отделена от босненската мисия, така епископското седалище става център на обособена отделна францисканска териториално-административна единица – Българска кустодия (Custodia Bulgara), включваща територии от България, Влашко и част от Унгария и властта му се разпростряла над по-широко пространство, надхвърлящо пределите на епархията.
През 1640 г. софийският епископ Петър Богдан описва църквата: „Има църква и манастир, посветен в чест на Богородица; изграден е във вид на пещ извита, дълга 25 стъпки и широка 7 стъпки; украсена цяла с разни образи и изображения на светци; има три олтари, най-големият на Богородица, един на Св. Кръст, а третия на Св. Георги мъченик. Вън има един (олтар) приставен към стената на църквата, гдето се извършва службата през празнични дни, защото църквата не побира целия народ…“
 Поради забраната от османците да се използват камбани началото на службите се известява с удряне на дъска.
През 1642 г. успехите и изключителният престиж на епископ Петър Богдан довеждат до въздигането на епархията в архиепископия. По сведение на епископ Петър Богдан до църквата се намира манастирът: „В него обитават около 30 лица: 10 свещеници, 4 клирици, 2 миряни, епископът, а и ония младежи, които желаят да станат духовници, и прислужници, които носят дърва и др. извън странниците, които идват ежедневно… Около манастира има градина с река… Този манастир притежава лозя и поля и две воденици…“. В манастира е имало училище.
През 1672 г. е изградена нова църква върху основите на старата, но с по-големи размери. Храмът е разрушен при разгрома на Чипровското въстание през 1688 г.
След Чипровското въстание българските католици бягат зад Дунава и пренасят със себе си дори тежка каменна статуя на Дева Мария в пълен човешки ръст, украсявала преди това катедралата „Санкта Мария“. Пренесената статуя и днес краси фасадата, вляво от камбанарията, на българската църква към францисканския манастир в град Дева в Румъния, основан през 1724 г.
През 80-те години на XX в. при археологически проучвания в развалините на храма са намерени костите на архиепископ Петър Богдан, епископ Илия Маринов и други духовници монаси-францисканци.
През 2012 г. във връзка с 400 години от рождението на епископ Петър Парчевич и празника на град Чипровци, е отслужена литургия при останките на църквата. На 3 септември 2018 г. е направена първата копка на католически параклис и осветен от инициатора за изграждането му отец Иван Топалски, енорийски свещеник в енория „Свети Андрей” в пловдивското село Калояново. Параклисът е на площ от 35 кв. м в съседство на останките на базиликата. В него са положени костите на архиепископ Петър Богдан, епископ Илия Маринов и други духовници от францисканския орден, открити при археологическите разкопки през 80-те години на миналия век.